# Gračac (Skradin)
Gračac je naselje u Šibensko-kninskoj županiji, u sastavu grada Skradina, od kojeg je udaljeno 4km. Do 1991. godine, nalazio se u sastavu općine Šibenik.

## Povijest
Gračac se od 1991. do 1995. godine nalazio pod srpskom okupacijom, tj. bio je u sastavu SAO Krajine.

## Stanovništvo
Popisom iz 2011. godine, utvrđeno je da u Gračacu živi 179 stanovnika.
Godine 2001. ovdje je živjelo 166 stanovnika.
Prema popisu stanovnika iz 1991. godine, naselje Gračac je imalo 464 stanovnika: 374 Srba, 73 Hrvata, 5 Jugoslavena i 12 ostalih.[nedostaje izvor]
| broj stanovnika | 187   |       | 243   | 291   | 318   | 358   | 450   | 435   | 532   | 563   | 598   | 572   | 496   | 464   | 166   | 179   | 159   |
|                 | 1857. | 1869. | 1880. | 1890. | 1900. | 1910. | 1921. | 1931. | 1948. | 1953. | 1961. | 1971. | 1981. | 1991. | 2001. | 2011. | 2021. |

## Šport
Nekada je u Gračacu djelovao nogometni klub Borac.